# Parinda
Parinda (hindi: परिंदा, tłumaczenie: Gołąb, tytuł ang. The Pigeon) – nagrodzony wielokrotnie bollywoodzki dramat kryminalny z 1989 roku wyreżyserowany przez Vidhu Vinod Chopra, autora Misja w Kaszmirze, 1942: A Love Story. Film był indyjskim kandydatem do Oscara na najlepszy film nieanglojęzyczny. W rolach głównych Jackie Shroff, Anil Kapoor, Nana Patekar i Madhuri Dixit. Tematem filmu jest świat gangsterski Bombaju. W centrum – relacja dwojga braci i zemsta.
Film opowiada o cenie, jaka się płaci za zło, o tym, że nabój gangstera, którym zabijając niszczy czyjąś rodzinę, trafi też w końcu w jego własną rodzinę. Bohaterami filmu jest dwóch braci: starszy, gangster i młodszy, żyjący w niewiedzy, skąd pochodzą pieniądze na jego edukację w Ameryce. W historii tej ponadto pięknie przedstawiono przyjaźń i miłość. Tłem opowieści Bombaj. Najbardziej dramatyczne sceny rozgrywają się w pobliżu lub na tle Gateway of India.

## Motywy indyjskiego kina
- Mumbaj * mafia * atak policji * para znająca się od dzieciństwa (Devdas) * karmienie gołębi (Żona dla zuchwałych) * głód * kradzież * dramatyczna relacja braci * starszy brat w roli "ojca" * narkotyki * pogoń przez miasto * powrót z USA * przyjaciele * dzieci bombajskich ulic (Salaam Bombay!) * zamach * śmierć przyjaciela * kostnica (Nijam, Vaada)) * modlitwa * huśtawka * spalenie kogoś * uraz – strach przed ogniem (Om Shanti Om) * wrogie gangi * skorumpowani politycy, władza podtrzymywana przez gangsterów * przy świątyni hinduskiej * pojednanie * pogoń przez miasto * świadek przestępstwa (Ghulam) * starszy brat w gangu, zadanie zabicia brata (Ghulam, Yuva) * na łodzi * opieka nad rannym * na posterunku * zerwane zaręczyny * próba samobójstwa * dzieci w szkole * akcenty chrześcijańskie * rozstanie * zemsta * wiara w Boga, modlitwa * pojednanie * taniec i śpiew braci * pijaństwo * hinduski ślub * Nowy Rok * noc poślubna w cieniu śmierci (Kaaka Kaaka) * morderstwo poprzez podpalenie (Aks) * hinduski pogrzeb, spalenie zwłok

## Fabuła
Bombaj. Kishen (Jackie Shroff), prawa ręka szefa gangu Anny Setha (Nana Patekar) nie może się doczekać powrotu z USA brata Karana (Anil Kapoor). Wiele lat temu susza wygoniła ich ojca ze wsi. Bezdomny, bezrobotny wolał umrzeć z głodu niż kraść jedzenie. Bombaj przyjął osierocone dzieci. Kishen, aby wykarmić, a potem wykształcić brata zaczął kraść, handlować narkotykami, sprzedawać dziewczyny do domów publicznych, a z czasem i zabijać dla gangu. Karan nie zdaje sobie sprawy, jaka cenę Kishen zapłacił za jego dobrobyt. Teraz po latach studiów w Ameryce wraca do Bombaju. Stęskniony za bratem, ukochaną z dzieciństwa Paro (Madhuri Dixit) i przyjacielem Prakashem (Anupam Kher), który w międzyczasie został oficerem policji. Prakash trafił akurat na ślad przemytu narkotyków zorganizowanego przez Annę. Gangster daje rozkaz zabicia oficera. Liczy, że uda mu się dokonać na nim zamachu, jeśli ten spotka się bez ochrony z dawno niewidzianym przyjacielem. Mimo starań Kishena, aby nie dopuścić do tego, przyjaciele spotykają się i zastrzelony przez bandytów Prakash umiera w ramionach Karana. Odrzucony przez Paro, która widzi w nim zabójcę brata, Karan dowiaduje się, kim jest jego ukochany brat. Wstrząśnięty, rozżalony oskarża go brutalnie. Decyduje się świadczyć przeciwko zabójcom, choćby wśród oskarżonych miałby znaleźć się jego własny brat.

## Obsada
- Anil Kapoor – Karan
- Jackie Shroff – Kishen
- Nana Patekar – Anna
- Madhuri Dixit – Paro
- Vidhu Vinod Chopra – Corpse
- Kamal Chopra – Rama
- Suresh Oberoi – Abdul Khan
- Anupam Kher – Inspektor Prakash
- Anang Desai – Inspektor Meerani

## Nagrody
- Nagroda Filmfare dla Najlepszego Reżysera – Vidhu Vinod Chopra
- Nagroda Filmfare dla Najlepszego Aktora – Jackie Shroff
- Nagroda Filmfare za Najlepszy Montaż – Renu Saluja
- Nagroda IIFA za Najlepszy Montaż – Renu Saluja
- Nagroda Filmfare za Najlepszy Scenariusz – Shivkumar Subramaniam
- Nagroda Filmfare dla Najlepszego Aktora Drugoplanowego – Nana Patekar
- Nagroda IIFA dla Najlepszego Aktora Drugoplanowego – Nana Patekar

## Muzyka i piosenki
Muzykę do filmu skomponował R.D. Burman, nagrodzony za 1942: A Love Story, Masoom, Sanam Teri Kasam. Twórca muzyki m.in. do takich filmów jak Seeta Aur Geeta, Alibaba Aur 40 Chor, Shakti (film), Deewaar (film 1975), Caravan czy Sholay. 
- Kitni Hai Pyari Pyari Dosti Hamari
- Tumse Milke Aisa Laga
- Pyar Ke Mod Pe Chodoge Jo
- Ke Ghar Mein Baja Bajega